# R4 exótico
En matemáticas, una estructura exótica de {\displaystyle \mathbb {R} ^{4}} es una estructura de variedad diferenciable que es homeomorfa, pero no difeomorfa al espacio euclídeo {\displaystyle \mathbb {R} ^{4}.} Los primeros ejemplos fueron encontrados en 1982 por Michael Freedman y otros, al utilizar el contraste entre los teoremas de Freedman sobre las 4-variedades topológicas, y los teoremas de Simon Donaldson sobre 4-variedades suaves. Existe un continuo de estructuras diferencibles no difeomorfas a {\displaystyle \mathbb {R} ^{4},} como demostró primero Clifford Taubes.
Antes de esta construcción, ya se sabía que existían estructuras diferenciables no difeomorfas sobre n-esferas, esferas exóticas, aunque la cuestión de la existencia de tales estructuras para el caso particular de la 4-esfera seguía siendo un problema abierto (y sigue siendolo en la actualidad). Para cualquier número entero positivo n que no sea 4, no existen estructuras diferenciables exóticas en {\displaystyle \mathbb {R} ^{n};} en otras palabras, si n ≠ 4, entonces cualquier variedad diferenciable homeomorfa a {\displaystyle \mathbb {R} ^{n}} es difeomorfa a {\displaystyle \mathbb {R} ^{n}.}

## R4exóticos pequeños
Un {\displaystyle \mathbb {R} ^{4}} exótico se llama pequeño si se puede incrustar suavemente como un subconjunto abierto de la estructura ordinaria de {\displaystyle \mathbb {R} ^{4}}. Los {\displaystyle \mathbb {R} ^{4}} exóticos pequeños pueden construirse partiendo de un h-cobordismo suave y no trivial de 5 dimensiones (que existe por la prueba de Donaldson de que el teorema de que el h-cobordismo falla en esta dimensión) y utilizando el teorema de Freedman de que el teorema del h-cobordismo topológico se cumple en esta dimensión.

## R4exóticos grandes
Un {\displaystyle R^{4}} exótico se llama grande si no puede ser encajado de manera suave como un subconjunto abierto del {\displaystyle \mathbb {R} ^{4}} estándar. Se pueden construir ejemplos de {\displaystyle \mathbb {R} ^{4}} exóticos grandes utilizando el hecho de que los 4manifolds compactos a menudo pueden dividirse como una suma topológica (por el trabajo de Freedman), pero no pueden dividirse como una suma suave (por el trabajo de Donaldson).
Freedman, Michael Hartley; Taylor, Laurence R. (1986). jdg/1214440258 «Un alisamiento universal del espacio de cuatro». Journal of Differential Geometry 24 (1). pp. 69-78. ISSN 0022-040X. MR 857376. demostró que existe un {\displaystyle \mathbb {R} ^{4},} exótico máximo en el que todos los demás {\displaystyle \mathbb {R} ^{4}} pueden ser embebidos suavemente como subconjuntos abiertos.

## Estructuras exóticas relacionadas
Los asideros de Casson son homeomorfos a {\displaystyle \mathbb {D} ^{2}\times \mathbb {R} ^{2}} por el teorema de Freedman (donde {\displaystyle \mathbb {D} ^{2}} es el disco unitario cerrado) pero se deduce del teorema de Donaldson que no todos son difeomorfos a {\displaystyle \mathbb {D} ^{2}\times \mathbb {R} ^{2}}. En otras palabras, algunos asideros de Casson son exóticos {\displaystyle \mathbb {D} ^{2}\times \mathbb {R} ^{2}.}
No se sabe (a fecha de 2022) si existen o no 4 esferas exóticas; una 4 esfera exótica de este tipo sería un contraejemplo a la conjetura de Poincaré generalizada suave en dimensión 4. Algunos candidatos plausibles vienen dados por Gluck twists.